# Joutsa (Verwaltungsgemeinschaft)

Lage der Verwaltungsgemeinschaft Joutsa in Finnland

Die Verwaltungsgemeinschaft Joutsa (finnisch Joutsan seutukunta) ist eine von sechs Verwaltungsgemeinschaften (seutukunta) in der finnischen Landschaft Mittelfinnland.
Zu der Verwaltungsgemeinschaft Joutsa gehören folgende zwei Städte und Gemeinden:
- Joutsa
- Luhanka